# Biophytum umbraculum
Biophytum umbraculum là một loài thực vật có hoa trong họ Chua me đất. Loài này được Welw. mô tả khoa học đầu tiên năm 1859.